# Pete Wingfield
William Peter Wingfield, detto Pete (Liphook, 7 maggio 1948), è un tastierista e produttore discografico britannico.

## Biografia
Nato nell'Hampshire, mentre studiava nel Sussex formò il gruppo musicale Jellybread, che pubblicò l'album First Slice nel 1969 con la produzione di Mike Vernon.
Negli anni '70, da esperto di musica soul, scriveva sulle riviste Let It Rock e Melody Maker. Ha fatto parte del gruppo Olympic Runners e del gruppo Albert Lee & Hogan's Heroes. Ha suonato le tastiere nell'album B.B. King in London di B.B. King, uscito nel 1971, e l'anno seguente è accreditato nell'album Seventy-Second Brave della Keef Hartley Band. Ha inoltre suonato negli album Let the Days Go By (1974), Sunny Side of the Street (1975) e Pass It On (1984) di Bryn Haworth. Nel 1974 suona nell'album Journey di Colin Blunstone.
Nel 1975 ebbe successo con Eighteen with a Bullet, un brano pastiche-doo-wop che ha raggiunto le classifiche statunitensi e britanniche. Nel 1998 la canzone venne inserita nella colonna sonora del film Lock & Stock - Pazzi scatenati (Lock, Stock and Two Smoking Barrels) ed è anche considerata l'inno della 18th Street Gang.
Nel 1977 la sua canzone Making a Good Thing Better appare nell'album omonimo di Olivia Newton-John. L'anno seguente scrive Eyes in the Back of My Head per Patti LaBelle, canzone presente nell'album Tasty. Nel periodo 1974-1977 è stato tastierista del gruppo The Hollies. Nel 1980 è produttore dell'album Searching for the Young Soul Rebels, primo album in studio dei Dexys Midnight Runners. È autore, insieme a Mel Brooks, del brano To Be or Not to Be, interpretato dallo stesso Mel Brooks nel 1983. Per il gruppo The Proclaimers ha prodotto la canzone I'm Gonna Be (500 Miles) (1988) e l'album Sunshine on Leith.
Negli anni '70 ha lavorato dal vivo con Van Morrison, mentre a partire dal 1983, ha lavorato per diciotto anni occupandosi delle tastiere per il duo The Everly Brothers.
Nel ruolo di turnista ha lavorato anche con The Housemartins, Level 42, The Beautiful South, Van Morrison, Jimmy Witherspoon, Freddie King, Buddy Guy e Paul McCartney (Run Devil Run).

## Ascendenza
|                             |                       |                                  | Genitori                      |  |  | Nonni |  |  | Bisnonni                 |  |  | Trisnonni         |  |
|                             |                       |                                  |                               |  |  |       |  |  | Richard Thomas Wingfield |  |  | William Wingfield |  |
|                             |                       |                                  |                               |  |  |       |  |  | Richard Thomas Wingfield |  |  | William Wingfield |  |
|                             |                       | Elizabeth Kelly                  |                               |  |  |       |  |  | Richard Thomas Wingfield |  |  |                   |  |
| William Edward Wingfield    |                       |                                  |                               |  |  |       |  |  | Richard Thomas Wingfield |  |  |                   |  |
|                             |                       | Isabella Guile                   | Edward Guile                  |  |  |       |  |  |                          |  |  |                   |  |
|                             |                       | Isabella Guile                   | Edward Guile                  |  |  |       |  |  |                          |  |  |                   |  |
|                             |                       | Isabella Guile                   | …                             |  |  |       |  |  |                          |  |  |                   |  |
| Mervyn Wingfield            |                       | Isabella Guile                   |                               |  |  |       |  |  |                          |  |  |                   |  |
|                             |                       | George Frederic Trench           | Frederic FitzJohn Trench      |  |  |       |  |  |                          |  |  |                   |  |
|                             |                       | George Frederic Trench           | Frederic FitzJohn Trench      |  |  |       |  |  |                          |  |  |                   |  |
|                             |                       | George Frederic Trench           | Elizabeth Maconchy            |  |  |       |  |  |                          |  |  |                   |  |
| Elizabeth Mary Trench       |                       | George Frederic Trench           |                               |  |  |       |  |  |                          |  |  |                   |  |
|                             |                       | Frances Charlotte Talbot-Crosbie | William Talbot Talbot-Crosbie |  |  |       |  |  |                          |  |  |                   |  |
|                             |                       | Frances Charlotte Talbot-Crosbie | William Talbot Talbot-Crosbie |  |  |       |  |  |                          |  |  |                   |  |
|                             |                       | Frances Charlotte Talbot-Crosbie | Susan Anne Burrell            |  |  |       |  |  |                          |  |  |                   |  |
| Pete Wingfield              |                       | Frances Charlotte Talbot-Crosbie |                               |  |  |       |  |  |                          |  |  |                   |  |
|                             | Henry Pigé-Leschallas | …                                |                               |  |  |       |  |  |                          |  |  |                   |  |
|                             | Henry Pigé-Leschallas | …                                |                               |  |  |       |  |  |                          |  |  |                   |  |
|                             | Henry Pigé-Leschallas | …                                |                               |  |  |       |  |  |                          |  |  |                   |  |
| John Henry Pigé-Leschallas  | Henry Pigé-Leschallas |                                  |                               |  |  |       |  |  |                          |  |  |                   |  |
|                             |                       | Alice Beaumont Rogers            | Charles Biden Rogers          |  |  |       |  |  |                          |  |  |                   |  |
|                             |                       | Alice Beaumont Rogers            | Charles Biden Rogers          |  |  |       |  |  |                          |  |  |                   |  |
|                             |                       | Alice Beaumont Rogers            | …                             |  |  |       |  |  |                          |  |  |                   |  |
| Sheila Mary Pigé-Leschallas |                       | Alice Beaumont Rogers            |                               |  |  |       |  |  |                          |  |  |                   |  |
|                             |                       | …                                | …                             |  |  |       |  |  |                          |  |  |                   |  |
|                             |                       | …                                | …                             |  |  |       |  |  |                          |  |  |                   |  |
|                             |                       | …                                | …                             |  |  |       |  |  |                          |  |  |                   |  |
| …                           |                       | …                                |                               |  |  |       |  |  |                          |  |  |                   |  |
|                             |                       | …                                | …                             |  |  |       |  |  |                          |  |  |                   |  |
|                             |                       | …                                | …                             |  |  |       |  |  |                          |  |  |                   |  |
|                             |                       | …                                | …                             |  |  |       |  |  |                          |  |  |                   |  |
|                             |                       | …                                |                               |  |  |       |  |  |                          |  |  |                   |  |